# Willinger Viadukt
Der Willinger Viadukt (offiziell Itterbrücke) ist eine elfbogige, 294 m lange und 31 m hohe Eisenbahnbrücke der Uplandbahn (von Brilon Stadt über Brilon Wald nach Korbach) in Willingen, Kernort der Gemeinde Willingen (Upland) im nordhessischen Landkreis Waldeck-Frankenberg (Deutschland).

## Geographische Lage
Der Viadukt überbrückt beim Kilometer 61,4 der Uplandbahn das Tal des Diemel-Zuflusses Itter und die Bundesstraße 251 südwestlich des Orenbergs (702 m) am südöstlichen Ortsrand.

## Brückendaten
Der einspurige Viadukt ist 294 m lang und 31 m hoch. Es handelt sich um eine Bogenbrücke aus Naturstein und Schüttbeton mit elf Brückenbögen mit jeweils 25 m Spannweite, woraus sich zehn Brückenpfeiler und zwei Widerlager ergeben.

## Geschichte
Der Viadukt wurde von 1914 bis 1917 von der Königlich Preußischen Staatseisenbahn durch die Eisenbahndirektion Cassel als Teil der am 2. April 1917 mit der Eröffnung des Viadukts und damit der Teilstrecke Usseln–Willingen fertiggestellten Bahnstrecke Wega–Brilon Wald (im Abschnitt Korbach–Brilon Wald Uplandbahn genannt) für den Transport von Personen und Gütern erbaut. Er wird noch heute für den Eisenbahnverkehr auf der Uplandbahn genutzt.

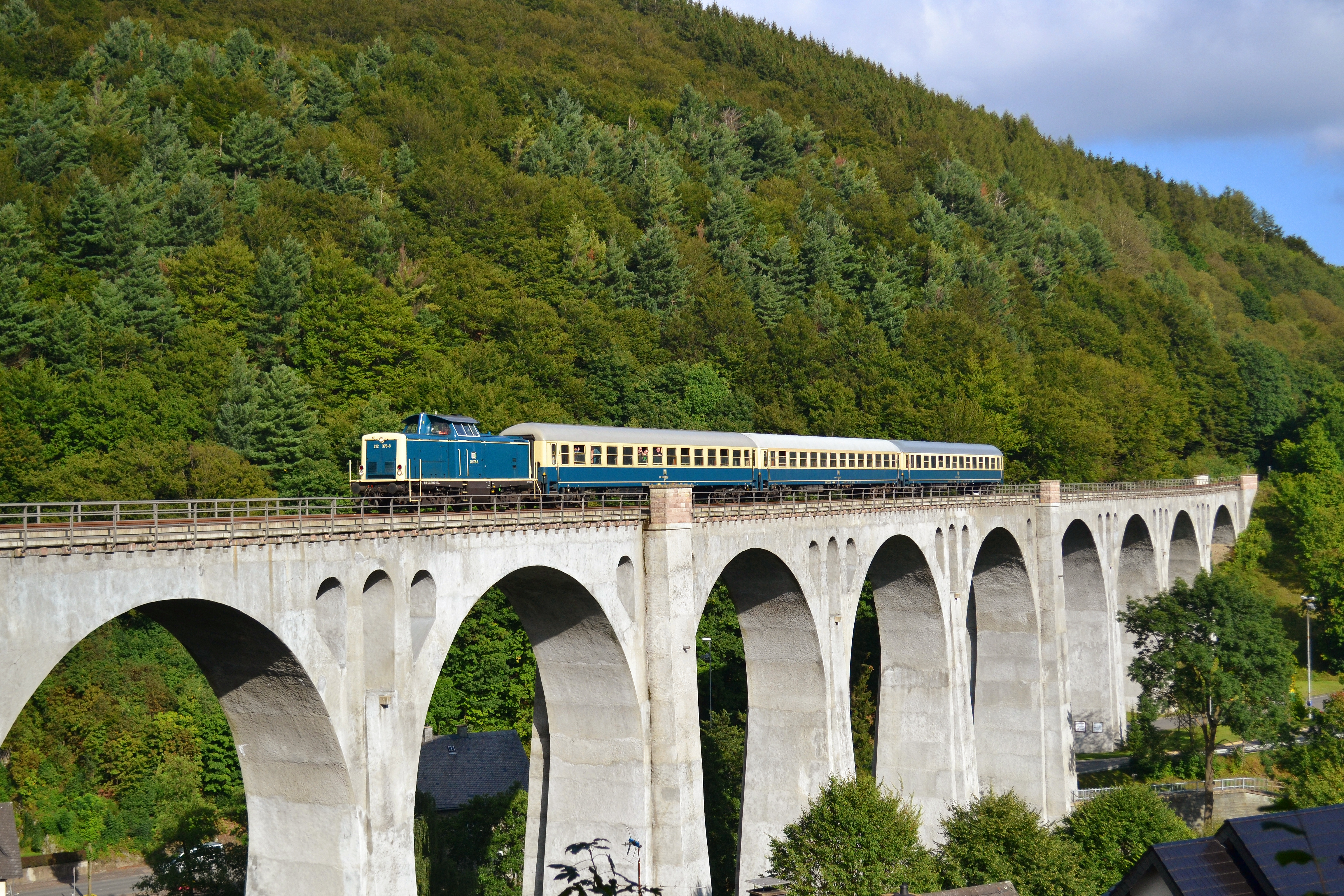
Ein Sonderzug im September 2012 auf dem Willinger Viadukt

Im November 1999 musste der Verkehr auf der Bahnstrecke unter anderem wegen Mängeln am Willinger Viadukt (und an den Viadukten in Usseln, Rhena und Bömighausen) vorübergehend eingestellt werden. Da die mittragende Außenhülle der Brücke durch Witterungseinflüsse marode geworden war, war das Bauwerk hinsichtlich seiner Standsicherheit gefährdet. Daraufhin entwickelte ein Kasseler Ingenieurbüro ein neuartiges Sanierungsprinzip. Die Pfeiler, deren Inneres aus geschüttetem Beton unterschiedlicher Qualität und Festigkeit bestand, wurden mit zahlreichen Bohrungen von 80 mm Durchmesser bis in die Fundamente und die Gewölbebögen mit Bohrungen von 30 mm Durchmesser versehen, und diese Löcher wurden dann mit einer Zementsuspension gefüllt, was nach dem Aushärten für neue Festigkeit sorgte. Die Außenfassade wurde mit Wasserdruck von 2000 bar gereinigt, loses Gestein wurde abgetragen, und dann wurde mit Spritzbeton eine neue Außenhülle hergestellt. Auch der Überbau des Viadukts wurde komplett erneuert, wobei die aus dem Jahr 1916 stammenden Schwellen und die Schienen aus dem Jahr 1960 ersetzt wurden.
Das Usselner Viadukt wurde bereits in 2002 nach diesem Verfahren saniert und die kleineren Viadukte bei Rhena und Bömighausen wurden 2003 auf die gleiche Weise grundlegend erneuert. Nach diesen umfassenden Sanierungsarbeiten konnte der Betrieb der Strecke im Dezember 2003 wieder aufgenommen werden. Allein für die Renovierung des Willinger Viaduktes wurden 9 Millionen Euro aufgebracht.
Das Viadukt ist ein Kulturdenkmal aufgrund des Hessischen Denkmalschutzgesetzes.